# Antonio Tosco
Antonio Tosco (12 de junio de 1968) es un deportista italiano que compitió en tiro con arco, en la modalidad de arco compuesto.
Ganó una medalla en el Campeonato Mundial de Tiro con Arco al Aire Libre de 2003, y cuatro medallas en el Campeonato Mundial de Tiro con Arco en Sala entre los años 2001 y 2005.
Además, obtuvo cinco medallas en el Campeonato Europeo de Tiro con Arco al Aire Libre entre los años 1996 y 2010, y tres medallas en el Campeonato Europeo de Tiro con Arco en Sala, en los años 1996 y 2006.

## Palmarés internacional
| Campeonato Mundial al Aire Libre | Campeonato Mundial al Aire Libre | Campeonato Mundial al Aire Libre | Campeonato Mundial al Aire Libre |
| Año                              | Lugar                            | Medalla                          | Prueba                           |
| -------------------------------- | -------------------------------- | -------------------------------- | -------------------------------- |
| 2003                             | Nueva York (Estados Unidos)      | Medalla de plata                 | Equipo                           |
| Campeonato Mundial en Sala       |                                  |                                  |                                  |
| Año                              | Lugar                            | Medalla                          | Prueba                           |
| 2001                             | Florencia (Italia)               | Medalla de oro                   | Equipo                           |
| 2001                             | Florencia (Italia)               | Medalla de plata                 | Individual                       |
| 2003                             | Nimes (Francia)                  | Medalla de bronce                | Equipo                           |
| 2005                             | Aalborg (Dinamarca)              | Medalla de plata                 | Equipo                           |
| Campeonato Europeo al Aire Libre |                                  |                                  |                                  |
| Año                              | Lugar                            | Medalla                          | Prueba                           |
| 1996                             | Kranjska Gora (Eslovenia)        | Medalla de oro                   | Equipo                           |
| 1996                             | Kranjska Gora (Eslovenia)        | Medalla de plata                 | Individual                       |
| 2004                             | Bruselas (Bélgica)               | Medalla de plata                 | Individual                       |
| 2004                             | Bruselas (Bélgica)               | Medalla de bronce                | Equipo                           |
| 2010                             | Rovereto (Italia)                | Medalla de bronce                | Equipo                           |
| Campeonato Europeo en Sala       |                                  |                                  |                                  |
| Año                              | Lugar                            | Medalla                          | Prueba                           |
| 1996                             | Mol (Bélgica)                    | Medalla de oro                   | Equipo                           |
| 1996                             | Mol (Bélgica)                    | Medalla de bronce                | Individual                       |
| 2006                             | Jaén (España)                    | Medalla de plata                 | Equipo                           |